# OG (電子競技)
OG是一支来自欧洲的Dota 2電子競技戰隊，组建于2015年。OG战队为人所知的成绩是于建队后一个月内即夺得2015年法兰克福特级锦标赛的冠军，并于2018年与2019年连续两年夺得了Dota 2国际邀请赛冠军，成为了Dota 2国际邀请赛上第一支双冠王队伍与第一支连续两年夺得冠军的卫冕队伍。

## 历史
OG的前身是(monkey) Business，由两名前Secret队员Fly和Notail、Fly在compLexity Gaming的队友MoonMeader、高分路人选手Miracle-和Cr1t-组建。在横扫了法兰克福特锦赛的欧洲区预选赛之后，2015年10月31日，(monkey) Business更名OG。在組團的短短1個月內，他们便奪得了法蘭克福特級錦標賽。在馬尼拉特級錦標賽，OG奪下了他們的第二個特級錦標賽冠軍。
夺冠热门OG在2016年Dota 2国际邀请赛上只取得了9-12名的成绩，这导致赛后OG进行了大換血。Miracle-、MoonMeander和Cr1t-離隊，Ti3冠军中单S4加入OG转型为3号位、曾在IG作为430替补中单的ana和Team Liquid的4号位JerAx加入。重組的OG在2016-2017赛季夺得了波士頓特級錦標賽和基辅特级锦标赛的冠军，于2017年Dota 2国际邀请赛上取得了7-8名的成绩。
Ti7之后，ana的位置被Ti6的亚军1号位Resolut1on取代，可OG的状态依然低靡。2017-2018赛季，Valve推出了新的Dota Pro Circuit赛制体系，将全年的大赛分为10个Minor和10个Major，而OG仅仅取得了1个Minor(MDL Macau 2017)的冠军。长期萎靡的状态导致2018年4月Reoslut1ion离队加入VGJ.Storm，他的位置由教练Ceb暂时取代。5月，Fly和s4离队加入EG。为了迎接Ti8，OG不得不在极短的时间内重组，OG召回ana来打1号位，又找来了高分路人Topson打2号位，之前的1号位Notail转为5号位，由教练Ceb出任3号位。 由于DPC的规则限制，想要进入Ti8的话，重组后的OG需要从欧洲区海选（Open Qualifier）开始，通过海选进入欧洲区预选赛。OG在Ti8被分到了A组，小组赛结束后位于A组第四名，刚好可以进入胜者组，在淘汰赛阶段，OG取得了每一个系列赛的胜利，直至获得Ti8的冠军和超过1100万美金。OG在Ti8的胜利打破了关于Ti的魔咒之一：中国队会在偶数年捧得冠军。
在2019年4月于旧金山，OG败给了OpenAI Five。同年再次奪得Dota 2国际邀请赛冠军。

## 現役隊員
| 國籍     | 遊戲名稱 | 本名                   | 位置 | 加入日期       |
| -------- | -------- | ---------------------- | ---- | -------------- |
| 泰国     | 23       | Nuengnara Teeramahanon | 1    | 暫時替補       |
| 德国     | Nine     | Leon Kirilin           | 2    | 暫時替補       |
| 玻利維亞 | Wisper   | Adrián Céspedes Dobles | 3    | 2023年11月12日 |
| 英国     | Ari      | Matthew Walker         | 4    | 2023年11月12日 |
| 法國     | Ceb      | Sébastien Debs         | 5    | 2023年7月30日  |

## 外部連結
- 官方網站（页面存档备份，存于）
- OG官方Facebook（页面存档备份，存于）
- OG官方Twitter（页面存档备份，存于）
- OG官方Instagram（页面存档备份，存于）

| 奖项与成就         | 奖项与成就                     | 奖项与成就         |
| ------------------ | ------------------------------ | ------------------ |
| 前任： Team Liquid | Dota 2国际邀请赛冠军 2018 2019 | 繼任： Team Spirit |